# Casa al carrer de Mossèn Trayter, 4 (Ventalló)
La Casa al carrer de Mossèn Trayter, 4 és una obra amb elements gòtics de Ventalló (Alt Empordà) inclosa a l'Inventari del Patrimoni Arquitectònic de Catalunya. Situada dins del nucli urbà de la població de Ventalló, al bell mig del terme.

## Descripció
Edifici entre mitgeres de planta irregular, amb la coberta de teula de dos vessants i distribuït en planta baixa i dos pisos. La façana principal presenta un portal d'accés rectangular amb els brancals bastits amb carreus de pedra escairats i la llinda plana sostinguda amb permòdols. Presenta decoració central actualment rehabilitada. Al costat hi ha un altre portal rectangular, tot i que amb l'emmarcament arrebossat. Al primer pis, damunt del portal d'accés principal, destaca una finestra rectangular amb els brancals bastits en pedra desbastada i la llinda plana. Presenta motllures decoratives a tot l'emmarcament, l'ampit motllurat i guardapols adossat a la llinda i gravat amb la data 1584. Al seu costat hi ha una altra finestra rectangular bastida amb carreus de pedra i llinda plana monolítica. Les obertures de la segona planta han estat reformades. La façana lateral presenta una finestra rectangular emmarcada en pedra i amb l'ampit motllurat, situada al primer pis. Per contra, la finestra de la segona planta presenta la llinda d'arc trilobulat.
La construcció presenta els paraments exteriors arrebossats i pintats de color groc.

## Història
El nucli urbà de Ventalló està format per un conjunt de cases antigues adscrites cronològicament entre els segles xvi i xviii, com és el cas de la casa del carrer Mossén Trayter, 4.
Segons el fons documental del COAC, aquesta casa es va construir als segles XVII-XVIII encara que presenta reformes posteriors. Tot i així s'ha de ressaltar que a una de les finestres presenta incisa la data 1584, cosa que emmarcaria la seva construcció al segle xvi.